# استفانیا ترکویچ
استفانیا ترکویچ (انگلیسی: Stefania Turkewich؛ ۲۵ آوریل ۱۸۹۸ – ۸ آوریل ۱۹۷۷) آهنگساز، موسیقی‌دان، موسیقی‌شناس و نوازنده پیانو اهل اوکراین بود. وی از دانش‌آموختگان دانشگاه لویو، کنسرواتوار لویو و دانشگاه هنر برلین بود. پخش آثار وی در اوکراین، توسط حکومت شوروی ممنوع شده بود.

## ترکیبات

### آثار سمفونیک
- سمفونی شماره ۱، ۱۹۳۷
- سمفونی شماره 2a، ۱۹۵۲
- سمفونی شماره 2b نسخه دوم
- Sinfonietta، ۱۹۵۶
- سه طرح سمفونیک، ۳ ژوئیه ۱۹۷۵
- شعر سمفونیک «لا ویتا»
- سمفونی فضایی، ۱۹۷۲
- سوئیت برای ارکسترهای زهی دوتایی
- تخیل برای ارکسترهای زهی دوتایی

### باله
- دختری با دست‌های فرسوده، بریستول، ۱۹۵۷
- زنجیره
- وسنا (بهار؛ باله کودکان)، ۱۹۳۴–۱۹۳۵
- ماوکا (پوره جنگل؛ باله کودکان)، ۱۹۶۴–۱۹۶۷، بلفاست
- مترسک، ۱۹۷۶

### اپرا
- Mavka - بر اساس آهنگ جنگل Lesia Ukrainka (ناقص)

### اپرا برای کودکان
- تزار اوخ یا قلب اوکسانا، ۱۹۶۰
- شیطان جوان
- باغ سبزیجات، ۱۹۶۹

### کار کرال
- مناجات، ۱۹۱۹
- مزمور برای Scheptitsky
- انجام بو
- سه‌گانه
- لالاییا (A-a، گربه نماتیک)، ۱۹۴۶

### موسیقی مجلسی
- سونات برای ویولن و پیانو، ۱۹۳۵
- کوارتت زهی، ۱۹۶۰–۱۹۷۰
- تریو برای ویولن، ویولا و ویولن سل، ۱۹۶۰–۱۹۷۰
- کوئینتت پیانو، ۱۹۶۰–۱۹۷۰
- سه‌گانه باد، ۱۹۷۲

### پیانو
- تغییرات در یک موضوع اوکراینی، ۱۹۳۲
- فانتزی. سوئیت پیانو با تم‌های اوکراینی، ۱۹۴۰
- بداهه، ۱۹۶۲
- گروتسک، ۱۹۶۴
- برگسویت، ۱۹۶۶–۱۹۶۸
- چرخه ای از قطعات کودکان، ۱۹۳۶–۱۹۴۶
- سرودهای کریسمس اوکراینی و Shtjedrivka
- خبر خوب
- کریسمس با هارلکین، ۱۹۷۱

### کارهای دیگر
- هارت، برای صدا و ارکستر
- لورلی، داستان هارمونیوم و پیانو، ۱۹۱۹. متن لسیا اوکراینکا
- می ۱۹۱۲
- مضامین ترانه‌های محلی
- میدان استقلال، برای پیانو
- آهنگ لمکی برای صدا و سیم گیلاس